# Serge N'Gal
Serge Charles N'Gal (Nkongsamba, 13 gennaio 1986) è un ex calciatore camerunese, di ruolo attaccante.

## Carriera

### Nazionale
Gioca con la Nazionale camerunese le Olimpiadi di Pechino 2008, dove scende 4 volte in campo senza segnare.